# Іван Сантіні
Іван Сантіні (хорв. Ivan Santini; нар. 21 травня 1989, Задар) — хорватський футболіст, нападник клубу «Шибеник».
Виступав, зокрема, за клуби «Задар», «Фрайбург», «Стандард» (Льєж) та «Андерлехт».
Володар Кубка Бельгії.

## Клубна кар'єра
Народився 21 травня 1989 року в місті Задар. Вихованець юнацьких команд футбольних клубів «Задар», «Інтер» (Запрешич) та «Ред Булл».
У дорослому футболі дебютував 2006 року виступами за команду клубу «Інтер» (Запрешич), в якій провів один сезон, взявши участь у 4 матчах чемпіонату. 
Протягом 2009 року захищав кольори команди клубу «Інгольштадт 04».
Своєю грою за останню команду привернув увагу представників тренерського штабу клубу «Задар», до складу якого приєднався 2009 року. Відіграв за команду з Задара наступні три сезони своєї ігрової кар'єри. Більшість часу, проведеного у складі «Задара», був основним гравцем атакувальної ланки команди. У складі «Задара» був одним з головних бомбардирів команди, маючи середню результативність на рівні 0,41 голу за гру першості.
2012 року перейшов на правах оренди до клубу «Фрайбург», у складі якого провів наступний рік своєї кар'єри гравця. Граючи у складі «Фрайбурга» також здебільшого виходив на поле в основному складі команди.
Протягом 2013—2015 років захищав кольори команди клубу «Кортрейк».
З 2015 року один сезон захищав кольори команди клубу «Стандард» (Льєж). Тренерським штабом нового клубу також розглядався як гравець «основи». В новому клубі був серед найкращих голеодорів, відзначаючись забитим голом в середньому щонайменше у кожній третій грі чемпіонату.
Протягом 2016—2018 років захищав кольори команди клубу «Кан».
До складу клубу «Андерлехт» приєднався 2018 року, уклавши контракт сумою на €3 мільйона євро. Дебютував у товариському матчі проти «Аякса» 13 липня 2018, відзначившись двічі. Офіційно дебютував в основі 28 липня 2018, відзначившись хет-триком у воротах свого колишнього клубу «Кортрейку». Відіграв за команду з Андерлехта 34 матчі в національному чемпіонаті.
29 липня 2019 року перейшов до китайського клубу «Цзянсу Сунін».
13 лютого 2021, Сантині повернувся до Хорватії, де уклав контракт з «Осієком».
10 серпня 2021, перейшов до клубу «Аль-Фатех».
29 червня 2022 року хорват уклав угоду з швейцарським «Цюрихом».
Влітку 2024 повернувся на батьківщину, де виступає за «Шибеник».

## Виступи за збірні
2007 року дебютував у складі юнацької збірної Хорватії, взяв участь у 4 іграх на юнацькому рівні, відзначившись одним забитим голом.
2017 року дебютував в офіційних матчах у складі національної збірної Хорватії.

## Особисте життя
Його брат Кршеван також футболіст.
| Дата       | Місто        | Господарі  | Результат | Гості    | Турнір                               | Голи | Примітки |
| ---------- | ------------ | ---------- | --------- | -------- | ------------------------------------ | ---- | -------- |
| 27-5-2017  | Лос-Анджелес | Мексика    | 1 – 2     | Хорватія | товариський матч                     | -    | 83'      |
| 11-6-2017  | Рейк'явік    | Ісландія   | 1 – 0     | Хорватія | Відбір до ЧС 2018                    | -    | 88'      |
| 6-9-2018   | Фару         | Португалія | 1 – 1     | Хорватія | товариський матч                     | -    | 57'      |
| 11-9-2018  | Ельче        | Іспанія    | 6 – 0     | Хорватія | Ліга націй УЄФА 2018-2019 - 1-й етап | -    | 12' 71'  |
| 15-10-2018 | Рієка        | Хорватія   | 2 – 1     | Йорданія | товариський матч                     | -    | 67'      |
| Усього     |              | Матчів     | 5         |          | Голів                                | 0    |          |

## Титули і досягнення
- Володар Кубка Бельгії (1):

«Стандард» (Льєж): 2015-2016
- Чемпіон Китаю (1):

«Цзянсу Сунін»: 2020